# Матч за звання чемпіона світу з міжнародних шашок серед жінок 2006
Матч за звання чемпіона світу з міжнародних шашок серед жінок 2006 проходив між чемпіонкою світу Дариною Ткаченко (Київ, Україна) та екс-чемпіонкою Тамарою Тансиккужиною (Уфа, Росія).
Головний суддя Гарм Вірсма (Нідерланди).
Переможниця — Дар'я Ткаченко. Це її другий титул.
Місце і час проведення.
Якутськ-Київ, 10-25 жовтня 2006 року.
Регламент
Матч за світовий титул складається з трьох сетів по 4 партії в кожній. Якщо сет завершився в класиці з рахунком 4:4, то граються швидкі шашки. переможець двох сетів стає переможцем матчу
Хід турніру

## 1 сет
Якутськ, 10-14 жовтня
|                     | 1 | 2 | 3 | 4 | 5 | 6 | очки |
| ------------------- | - | - | - | - | - | - | ---- |
| Дар'я Ткаченко      | 1 | 1 | 1 | 1 | 2 | 1 | 7    |
| Тамара Тансиккужина | 1 | 1 | 1 | 1 | 0 | 1 | 5    |

## 2 сет
Київ, 17-21 жовтня
|                     | 1 | 2 | 3 | 4 | 5 | 6 | 7 | 8 | 9 | 10 | 11 | очки |
| ------------------- | - | - | - | - | - | - | - | - | - | -- | -- | ---- |
| Дар'я Ткаченко      | 2 | 1 | 0 | 1 | 1 | 1 | 1 | 1 | 1 | 1  | 0  | 10   |
| Тамара Тансиккужина | 0 | 1 | 2 | 1 | 1 | 1 | 1 | 1 | 1 | 1  | 2  | 12   |

## 3 сет
Київ, 22-25 жовтня
|                     | 1 | 2 | 3 | 4 | очки |
| ------------------- | - | - | - | - | ---- |
| Дар'я Ткаченко      | 1 | 1 | 2 | 1 | 5    |
| Тамара Тансиккужина | 1 | 1 | 0 | 1 | 3    |